# Kernetransmutation
Kernetransmutation er konverteringen af et grundstof eller en isotop til en anden. Da ethvert grundstof (isotop) defineres af dets antal protoner (og neutroner) i atomet, dvs i atomkernen, sker kernetransmutation i enhver proces hvor dette nummer ændres.
En transmutation kan opnås enten ved kernereaktion (hvori en udefrakommende partikel reagerer med en kerne) eller ved radioaktivt henfald (hvor der ikke behøves nogen udefrakommende partikel).
| Kemi | Spire Denne artikel om kemi er en spire som bør udbygges. Du er velkommen til at hjælpe Wikipedia ved at udvide den. |